# Werner Kaegi (Musiker)
Werner Kaegi (* 17. Juni 1926 in Zürich; † 16. März 2024 in Südfrankreich) war ein Schweizer Musikwissenschaftler und Komponist.

## Leben und Wirken
Kaegi studierte Komposition, Musikwissenschaft und mathematische Logik. 1952 promovierte er (Dr. phil.) an der Universität Zürich mit einer Dissertation über Fugen von Johann Sebastian Bach. Als vielseitiger Pianist war er während seines Studiums auch Begleiter von Cabaretprogrammen; auch machte er Radioaufnahmen als Barpianist.
Kaegi war Schüler von Paul Hindemith, Arthur Honegger und Louis Aubert. Mit elektronischer Musik beschäftigt er sich, seit er 1951 Kontakt zum Kreis um Pierre Schaeffer fand. Er hat zahlreiche Kompositionen sowohl für mechanische Instrumente und für Stimmen als auch für elektronische Mittel verfasst. Er war Preisträger zahlreicher Wettbewerbe. Ein Höhepunkt war die Ausführung der elektronischen Musik für den Schweizer Pavillon auf der Weltausstellung von Osaka 1970. Kaegi hat sich auch frühzeitig damit auseinandergesetzt, Elemente des Jazz in seine Tonsprache aufzunehmen.
Von 1963 bis 1970 arbeitete er am Centre de Recherches Sonores de la Radio Suisse Romande in Genf, seit 1971 lehrte und forschte er am Institut für Sonologie an der Reichsuniversität Utrecht. Dort beteiligte er sich an der Entwicklung des Klangsyntheseverfahrens VOSIM und der Kompositionsprogramme MIDIM.
Kaegi war Autor eines Fernsehfilms, mehrerer Bücher und vieler Artikel über elektronische und Computer-Musik. Aus seinen Schriften wird eine starke Beeinflussung durch die Situationsanalyse der Musik per Kommunikationsforschung ersichtlich. In „Was ist elektronische Musik?“ verfasste Kaegi eine genaue Bestandsaufnahme der weltweiten Veröffentlichungen elektronischer Musik (Stand 1967).

## Werke
- Die simultane Denkweise in J. S. Bachs Inventionen, Sinfonien und Fugen. Basel, 1951
- Was ist elektronische Musik? Orell Füssli Verlag, Zürich 1967
- Music and Technology in the Europe of 1970. 1971
- Vom Sinuston zur elektronischen Musik. Stuttgart 1970
- VOSIM-A New Sound Synthesis System. In: JAES, Bd. 26 (1978), Heft 6, S. 418–425 (zusammen mit Stan Tempelaars)

### Ausgewählte Kompositionen
- 9 Lieder zu Texten von Joseph von Eichendorff und Hermann Hesse (1943)
- Vom Leben und Sterben des Hirten Kaedmon, Oratorium
- Miniaturen, für Oboe, Fagott und Cimbalom
- Magna Voce Ad Dominum Clamo, für Sänger und Orchester
- Sonate, für Klarinette und piano (1956)
- Ariadne in Zürich, für Klarinette und Piano zu 4 Händen (1957)
- Concerto, for jazz quartet and string ensemble (1961)